# ایلیا گرشویچ
ایلیا گِرشِویچ (به انگلیسی: Ilya Gershevitch)؛ زادهٔ ۱۹۱۴- مرگ ۲۰۰۱) ایران‌شناس نامدار روس‌تبار بود.

## زندگی
پدر و مادر ایلیا گرشویچ از روسیان کوچنده به آلمان بودند. در گیرودار جنگ جهانی اول پدر و مادر گرشویچ به سویس می‌روند و ایلیا در زوریخ زاده می‌شود.
از ۱۹۳۳ او به دانشگاه رم رفت. در ۱۹۳۸ به انگلستان رفت. از ۱۹۴۸ او نخستین دانشیار درس‌های مربوط به ایران در دانشگاه کمبریج گردید. در ۱۹۶۷ او به عضویت آکادمی بریتانیا درآمد و چندی پس از آن عضو آکادمی روسیه هم شد. در ۱۹۷۱ دانشگاه برن بدو دکتری افتخاری داد.
از کارهای او پژوهش‌هایی بر روی بشاکردی از زبان‌های جنوب ایران بود. از این گذشته او بر روی زبان‌شناسی تطبیقی زبان‌های اوستایی، سغدی، آسی، عیلامی کار کرده‌بود. وی پژوهش‌هایی هم بر مزدیسنا و تاریخ روزگار هخامنشیان داشت.
گرشویچ با بررسی دست‌نوشته‌ای سغدی که در کتابخانهٔ بریتانیا نگهداری می‌شود به این نتیجه رسید که دو سطر نخستین آن برگردان دعای اوستایی اشم وهو به زبان سغدی باستان است و بنابراین شواهدی از سغدی باستان ارائه کرد.
ایلیا گرشویچ در کمبریج درگذشت.

## آثار
- Old Iranian Literature